# Leonid Jengibarov
Leonid Georgijevič Jengibarov (rusky Леонид Георгиевич Енгибаров, arménsky Լեոնիդ Ենգիբարյան) (15. března 1935, Moskva – 25. července 1972, Moskva), byl sovětský arménsko-ruský scenárista, herec, klaun a mim.

## Mládí a rodina
Jeho otec byl arménského původu (proto je jeho příjmení někdy uváděno Jengibarjan), matka Ruska. Leonid se jim narodil 15. března 1935.

### Sportovec a student
Ve svých 16 letech začal boxovat a o něco později boxoval profesionálně, dokázal v muší váze získat titul mistra sportu. Rok strávil studiem v Institutu tělesné výchovy, odtud odešel na moskevské artistické učiliště.
Absolvoval šest let studia na Státní škole cirkusového a estrádního umění (což byla vysoká škola) a získal zde diplom promovaného klauna.

### Pražské pobyty
Byl častým hostem v Praze. V někdejším Československu byl velmi populární, objevoval se mimo jiné i v Československé televizi, Divadle Na zábradlí, roku 1966 několikrát v Divadle Jiřího Wolkera, účinkoval také ve Varieté. Poprvé vystupoval v Československu v roce 1963 spolu s cirkusem Jerevan a později s cirkusem Humberto. V roce 1964 zvítězil v pražském Parku kultury a oddechu Julia Fučíka v mezinárodní soutěži klaunů o Cenu Eduarda Basse.
Podlehl infarktu v pouhých 37 letech ráno 26. července 1972.

## Další ocenění
Získal titul Zasloužilý umělec Arménské SSR a roku 1971 titul Národní umělec Arménské SSR.

## Filmografie (vybraná)
Hrál v desítce filmů, např.:
- 1972 Třesky plesky
- 1964 Stíny zapomenutých předků
- 1957 Komunista